# Yuyushiki
Yuyushiki (ゆゆ式? lett. "Lo stile YuYu") è un manga yonkoma scritto e disegnato da Komata Mikami, la cui serializzazione è iniziata sulla rivista Manga Time Kirara della Hōbunsha nell'aprile 2008. Ne è stata tratta una serie televisiva anime prodotta dalla Kinema Citrus e trasmessa in Giappone fra il 9 aprile ed il 26 giugno 2013.

## Trama
La serie segue le vicende di tre studentesse (l'ingenua Yuzuko Nonohara (野々原 ゆずこ?, Nonohara Yuzuko), la seriosa Yui Ichii (櫟井 唯?, Ichii Yui) e l'iperattiva Yukari Hinata (日向 縁?, Hinata Yukari)), unici membri del club scolastico del "Data Processing". Le tre ragazze si ritrovano dopo le lezioni per fare ricerche su un argomento e sviluppare discorsi e ragionamenti intorno ad esso. L'umorismo della serie risiede nei modi in cui spesso i processi mentali delle tre protagoniste siano piuttosto "liberi" e spesso incoerenti, portando spesso a risultati comici.